# Дубровка (Спировский район)
Дубровка — деревня в Спировском районе Тверской области России, входит в состав Выдропужского сельского поселения.

## География
Расположена в 13 км на юго-запад от центра поселения села Выдропужск и в 26 км на юго-запад от районного центра Спирово.

## История
Усадьба в Дубровке принадлежала генерал-лейтенанту, герою Отечественной войны 1812 года Н.М. Свечину (1772-1849), чей портрет находится в Военной галерее Зимнего дворца Санкт-Петербурга. Неотъемлемой частью усадебного комплекса Дубровка являлась Спасская церковь, построенная в 1813 году. До ее постройки в селе существовала деревянная церковь во имя Нерукотворного Образа, построенная в 1704 году. В этой церкви, согласно прошению статского советника Петра Егоровича Свечина, был погребен 20 октября 1804 года умерший в Петербурге Егор Дмитриевич Свечин. В 1809 году Петр Егорович Свечин подал прошение о разрешении построить на свои деньги каменную церковь во имя Спаса и 5 августа того же года получил храмоздательную грамоту. В 1813 году строительство новой церкви было завершено и церковь была освящена. 
В конце XIX — начале XX века село входило в состав Поведской волости Новоторжского уезда Тверской губернии.
С 1929 года деревня являлась центром Дубровского сельсовета Спировского района Тверского округа Московской области, с 1935 года — в составе Калининской области, с 1994 года — в составе Заболотского сельского округа, с 2005 года — в составе Выдропужского сельского поселения.

## Население
| 1859 | 1884 | 2002 | 2010 |
| ---- | ---- | ---- | ---- |
| 260  | ↘137 | ↘6   | ↗11  |

## Достопримечательности
В деревне расположена недействующая Церковь Спаса Нерукотворного Образа (1813).